# شفیقه نوری
شفیقه نوری (زاده: ۱۳۳۴ ولسوالی چاریکار، ولایت پروان) سیاست‌مدار افغانستانی و نماینده مردم پروان در دوره پانزدهم مجلس نمایندگان افغانستان است.

## زندگی‌نامه
شفیقه نوری متولد ۱۳۳۴ از ولسوالی  چاریکار ولایت پروان افغانستان است. وی از دارالمعلمین غوربند فارغ التحصیل شده‌است.

## دیگر فعالیت‌ها
- معلم، سر معلم و مدیر مکتب/مدرسه در بخش‌های غیر دولتی در موسسات مختلف[۱]